# Дипьетро, Рик
Рик Дипье́тро (англ. Rick DiPietro; 19 сентября 1981, Уинтроп, Массачусетс, США) — бывший американский хоккеист, вратарь.

## Биография
На драфте НХЛ 2000 года был выбран в первом раунде под общим первым номером командой «Нью-Йорк Айлендерс». Один из трёх вратарей в истории НХЛ, выбранных на драфте под общим первым номером (двое других — канадцы Мишель Пласс-1968 и Марк-Андре Флёри-2003).
Перед сезоном 2006/2007 подписал с «островитянами» контракт, срок соглашения которого составил 15 лет. Общая сумма контракта составила 67,5 миллионов долларов, в среднем по 4,5 миллиона за сезон. История НХЛ ещё не знала договора, подписанного на столь длительный срок. Сезоны 2008/09 и 2009/10 почти полностью пропустил из-за травм, сыграв всего 13 матчей за 2 года.
В начале июля 2013 г. было объявлено о том, что «Айлендерс» выкупил контракт Дипьетро, который должен был бы действовать ещё на протяжении восьми лет

## Статистика
```
Season   Team                           Lge    GP   Min   GA  EN SO   GAA   W   L   T   Svs    Pct
-----------------------------------------------------------------------------------------------------
1997-98  St. Sebastian's Arrows         USHS    0     0    0   0  0  0.00   0   0   0     0  0.000
1997-98  U.S. Junior National Team U-17 USHL   10   800   31   0  0  2.33   6   4   0     0  0.000
1997-98  U.S. Junior National Team      USHL    3   117    8   0  0  4.09   0   2   0    62  0.886
1997-98  U.S. National U18 Team         NAHL   30  1602   85   0  1  3.18  13  12   0     0  0.000
1998-99  U.S. Junior National Team      USHL   30  1733   67   1  3  2.32  22   6   1   656  0.907
1998-99  U.S. National U18 Team         NAHL   16  1027   46   0  0  2.69   9   5   1     0  0.000
1999-00  Boston University              NCAA   30  1791   73   0  1  2.45  18   5   5   770  0.913
2000-01  Chicago Wolves                 IHL    14   778   44   1  0  3.39   4   5   2   324  0.880
2000-01  New York Islanders             NHL    20  1083   63   2  0  3.49   3  15   1   515  0.878
2001-02  Bridgeport Sound Tigers        AHL    59  3472  134   5  4  2.32  30  22   7  1407  0.913
2002-03  New York Islanders             NHL    10   585   29   1  0  2.97   2   5   2   244  0.894
2002-03  Bridgeport Sound Tigers        AHL    34  2044   73   4  3  2.14  16  10   8   883  0.924
2003-04  Bridgeport Sound Tigers        AHL     2   119    3   0  0  1.51   0   2   0    52  0.945
2003-04  New York Islanders             NHL    51  2843  112   1  5  2.36  23  18   5  1149  0.911
2005-06  New York Islanders             NHL    63  3572  180   7  1  3.02  30  24   5  1617  0.900
2006-07  New York Islanders             NHL    62  3627  156   2  5  2.58  32  19   9  1761  0.919
2007-08  New York Islanders             NHL    63  3707  174   6  3  2.82  26  28   7  1605  0.902
2008-09  New York Islanders             NHL     5   256   15   0  0  3.52   1   3   0   124  0.892
2009-10  New York Islanders             NHL     8   462   20   0  1  2.60   2   5   0   201  0.900
2009-10  Bridgeport Sound Tigers        AHL     4   199   11   0  0  3.31   1   2   0    94  0.883
2010-11  New York Islanders             NHL    26  1533   88   0  1  3.44   8  14   0   773  0.886

Lge - лига, в которой выступал игрок.
GP - сыгранные матчи.
Min - минуты, проведённые на поле.
GA - пропущенные шайбы.
EN - голы, забитые в пустые ворота.
SO - матчи на "ноль" (без пропущенных шайб).
GAA - среднее число пропускаемых за матч шайб.
W, L, T - количество побед, поражений и ничьх, одержанных командой с этим вратарём.
Svs - отражённые броски ("сэйвы").
Pct - процент отражённых бросков.

```